# Coniopteryx (Coniopteryx) nanningana
Coniopteryx (Coniopteryx) nanningana is een insect uit de familie van de dwerggaasvliegen (Coniopterygidae), die tot de orde netvleugeligen (Neuroptera) behoort. 
Coniopteryx (Coniopteryx) nanningana is voor het eerst wetenschappelijk beschreven door Z.-q. Liu & C.-k. Yang in C. Yang & Liu in 1994.